# Sonic Seasonings
Sonic Seasonings — двойной студийный альбом американского композитора Венди Карлос, первоначально выпущенный в 1972 году под её настоящим именем Уолтер Карлос на лейбле Columbia Records.
Альбом состоит из четырёх треков эмбиент-музыки, каждый из которых посвящён одному из четырёх времён года и сочетает в себе различные полевые записи со звуками синтезатора Moog. Он отличается от двух её предыдущих альбомов, в которых были представлены синтезированные версии произведений классической музыки. Изначально Карлос хотела, чтобы Columbia выпустила альбом в формате Compatible Discrete 4 с квадрофоническим звуком, но лейбл отказался это сделать.
Альбом считается первым альбомом в жанре нью-эйдж. Он был выпущен за шесть лет до того, как Брайан Ино ввёл музыкальный термин «эмбиент» в своём альбоме Ambient 1: Music for Airports (1978).

## Отзывы критиков
| Оценки критиков | Оценки критиков |
| Источник        | Оценка          |
| --------------- | --------------- |
| AllMusic        | [ 1 ]           |

Джона Буша из AllMusic написал: «Начиная с птичьих трелей и грозы, знаменующих „весну“, Карлос использует синтезаторы только для передачи услышанных звуков природы. Они редко вмешиваются в процесс, и в результате получается скорее запись природы с редкими эффектами, чем запись синтезатора со звуками природы. Конечно, в 1972 году не было прецедентов „природной“, „экологической“ или даже „нью-эйдж“ музыки. Sonic Seasonings, по сути, стал источником вдохновения для нескольких целых музыкальных жанров, появившихся два десятилетия спустя».

## Список композиций
Оригинальный релиз
1. «Spring» — 22:28
2. «Summer» — 21:44
3. «Fall» — 21:09
4. «Winter» — 20:41

Переиздание 1998 года
1. «Spring» — 22:28
2. «Summer» — 21:44
3. «Fall» — 21:09
4. «Winter» — 20:41
5. «Winter (Outtake)» — 5:21
6. «Aurora Borealis» — 19:55
7. «Midnight Sun» — 19:57

## Чарты
| Чарт (1972)                       | Высшая позиция |
| --------------------------------- | -------------- |
| США (Top LP’s & Tape)             | 168            |
| США (Best Selling Classical LP’s) | 2              |